# هرادیشتکو (ناحیه پراگ-غرب)
هرادیشتکو (به چکی: Hradištko) یک منطقهٔ مسکونی در جمهوری چک است که در ناحیه پراگ-غرب واقع شده‌است. هرادیشتکو ۱۱٫۸۹ کیلومتر مربع مساحت و ۱٬۷۲۶ نفر جمعیت دارد و ۲۸۵ متر بالاتر از سطح دریا واقع شده‌است.